# Dronning Louises Asylselskab
Dronning Louises Asylselskab er stiftet 1887 med det formål at drive børnehaver (asyler) i København. Det har 2 børnehaver, i Stefansgade 39 (nu Bjelkes Allé 45) (indviet 7. oktober 1888, opført i 1 etage i pavillonstil, tegnet af Vilhelm Dahlerup) og i Guldbergsgade 10 (købt i 1888, 2 etager). Tilsammen havde de plads til ca. 290 børn.
Allerede i 1864 var der stiftet en børnehave opkaldt efter dronningen i Silkeborg. I 1898 lod selskabet opføre et sanatorium for småbørn i Ordrup (1898 ved Bernhard og Valdemar Ingemann). Senere er der også kommet institutioner til i Nordsjælland.
Selskabet har egen bestyrelse. Oprindeligt var dronning Louise protektrice. I dag har H.M. Dronning Margrethe 2. protektoratet.